# 大谷竹次郎賞
大谷竹次郎賞（おおたにたけじろうしょう）は、新作歌舞伎の脚本に対して授与される賞。松竹の創業者の一人であり、新作歌舞伎の脚本賞を創設することを願っていた大谷竹次郎の名を冠し、竹次郎の死後の1972年（昭和47年）に創設された。

## 概要
公益財団法人松竹大谷図書館と株式会社松竹が共催している。毎年1月から12月までの公演で、歌舞伎俳優によって上演された新作の歌舞伎および歌舞伎舞踊の脚本（松竹系の興行に限らない）を対象とし、娯楽性に富んだ優れた歌舞伎脚本に贈る賞。毎年、竹次郎の誕生日、12月13日にあわせて発表しており、該当作がない場合、佳作や奨励賞（新人対象）を贈る場合もある。
2023年からの選考委員は、水落潔（演劇評論家）、齋藤雅文（劇作家・演出家）、古井戸秀夫（東京大学名誉教授）、中井美穂（フリーアナウンサー）、大谷信義（松竹 取締役名誉会長）、山根成之（同 取締役 副社長執行役員・演劇本部長）の計6名となっている。

## 近年の受賞作・選考結果
- 第35回 - 2006年（平成18年度）

奨励賞『浪華騒擾記（なにわそうじょうき）』（作・岡本さとる）
- 第36回 - 2007年（平成19年度）

『竜馬が行く 立志篇』（脚本、演出・齋藤雅文）
- 第37回 - 2008年（平成20年度）

奨励賞『江戸宵闇妖鉤爪（えどのやみあやしのかぎづめ）』（脚色・岩豪友樹子）
- 第38回 - 2009年（平成21年度）

（該当作品なし）
- 第39回 - 2010年（平成22年度）

（該当作品なし）
- 第40回 - 2011年（平成23年度）

（該当作品なし）
奨励賞『東雲烏恋真似琴（あけがらすこいのまねごと）』（脚本・G2）／『開幕驚奇復讐譚（かいまくきょうきあだうちものがたり）』（脚色・国立劇場文芸部＝授賞式代表出席者・大和田文雄／渡邊哲之）
- 第41回 - 2012年（平成24年度）

（該当作品なし）
- 第42回 - 2013年（平成25年度）

『新作　陰陽師　滝夜叉姫』（脚本・今井豊茂）
- 第43回 - 2014年（平成26年度）

『壽三升景清（ことほいでみますかげきよ）』（脚本・川崎哲男／松岡亮）
- 第44回 - 2015年（平成27年度）

『あらしのよるに』（脚本・今井豊茂）／『スーパー歌舞伎II ワンピース』（脚本・横内謙介）
- 第45回 - 2016年（平成28年度）

（該当作品なし）
- 第46回 - 2017年（平成29年度）

（該当作品なし）
- 第47回 - 2018年（平成30年度）

（該当作品なし）
- 第48回 - 2019年（令和元年度）

『月光露針路日本 風雲児たち』（脚本・三谷幸喜）／『新作歌舞伎風の谷のナウシカ』（脚本・戸部和久／丹羽圭子）
奨励賞『本朝白雪姫譚話』（脚本・竹柴潤一）
- 第49回 - 2020年（令和2年度）

（該当作品なし）
- 第50回 - 2021年（令和3年度）

（対象作品なし）
- 第51回 - 2022年（令和4年度）

『赤穂義士外伝の内　荒川十太夫』（脚本・竹柴潤一）
- 第52回 - 2023年（令和5年度）

（該当作品なし）
- 第53回 - 2024年（令和6年度）

（該当作品なし）

## その他の受賞作
- 第3回 - 1974年（昭和49年）

『春日局』（作・北條秀司）／『信康』（作・田中喜三）
- 第5回 - 1976年（昭和51年）

『小堀遠州』（作・田中喜三）
- 第6回 - 1977年（昭和52年）

『市松小僧の女』（作／演出・池波正太郎）
- 第8回 - 1979年（昭和54年）

『山椒大夫』（脚本・宇野信夫）／『黄金の日々』(脚本・市川森一）
- 第10回 - 1981年（昭和56年）

『殉死禁令』（作・安田栄一郎、松竹懸賞脚本当選作）
- 第13回 - 1984年（昭和59年）

『若き日の清盛』（脚本・野口達二）
- 第15回 - 1986年（昭和61年）

『スーパー歌舞伎 ヤマトタケル』（脚本・梅原猛）
- 第17回 - 1988年（昭和63年）

『武田信玄』（原作・新田次郎、作・田中喜三、演出・福田逸）
- 第20回 - 1991年（平成3年）

『さくら川』（作・萩原雪夫）
- 第22回 - 1993年（平成5年）

『慙紅葉汗顔見勢』及び『倭仮名在原系図』（補綴・奈河彰輔）
- 第27回 - 1998年（平成10年）

『鶴賀松千歳泰平』（脚本・榎本滋民）
- 第28回 - 1999年（平成11年）

『スーパー歌舞伎 新・三国志』（脚本・横内謙介）
- 第30回 - 2001年（平成13年）

『源氏物語』「須磨・明石・京」（脚本・瀬戸内寂聴）
- 第31回 - 2002年（平成14年）

『道元の月』（脚本・立松和平）
- 第32回 - 2003年（平成13年）

『野田版 鼠小僧』（脚色・野田秀樹）
- 第34回 - 2005年（平成17年）

『NINAGAWA 十二夜』（脚本・今井豊茂）
- 第35回 - 2006年（平成18年）

奨励賞『浪華騒擾記』（脚本・岡本さとる）
- 第36回 - 2007年（平成19年）

『竜馬がゆく 立志篇』（脚本・齋藤雅文）
- 第37回 - 2008年（平成20年）

奨励賞『江戸宵闇妖鉤爪（えどのやみあやしのかぎづめ）』（脚色・岩豪友樹子）